# Pappenheim
Pappenheim là một thị xã ở huyện Weißenburg-Gunzenhausen, bang Bayern, Đức. Đô thị này tọa lạc bên sông Altmühl, 11 km về phía nam của Weißenburg in Bayern.

## Sites
- Galluskirche:  Lưu trữ ngày 19 tháng 11 năm 2010 tại Wayback Machine
- Neues Schloss:  Lưu trữ ngày 19 tháng 11 năm 2010 tại Wayback Machine
- Altes Schloss: ,  Lưu trữ ngày 17 tháng 9 năm 2010 tại Wayback Machine

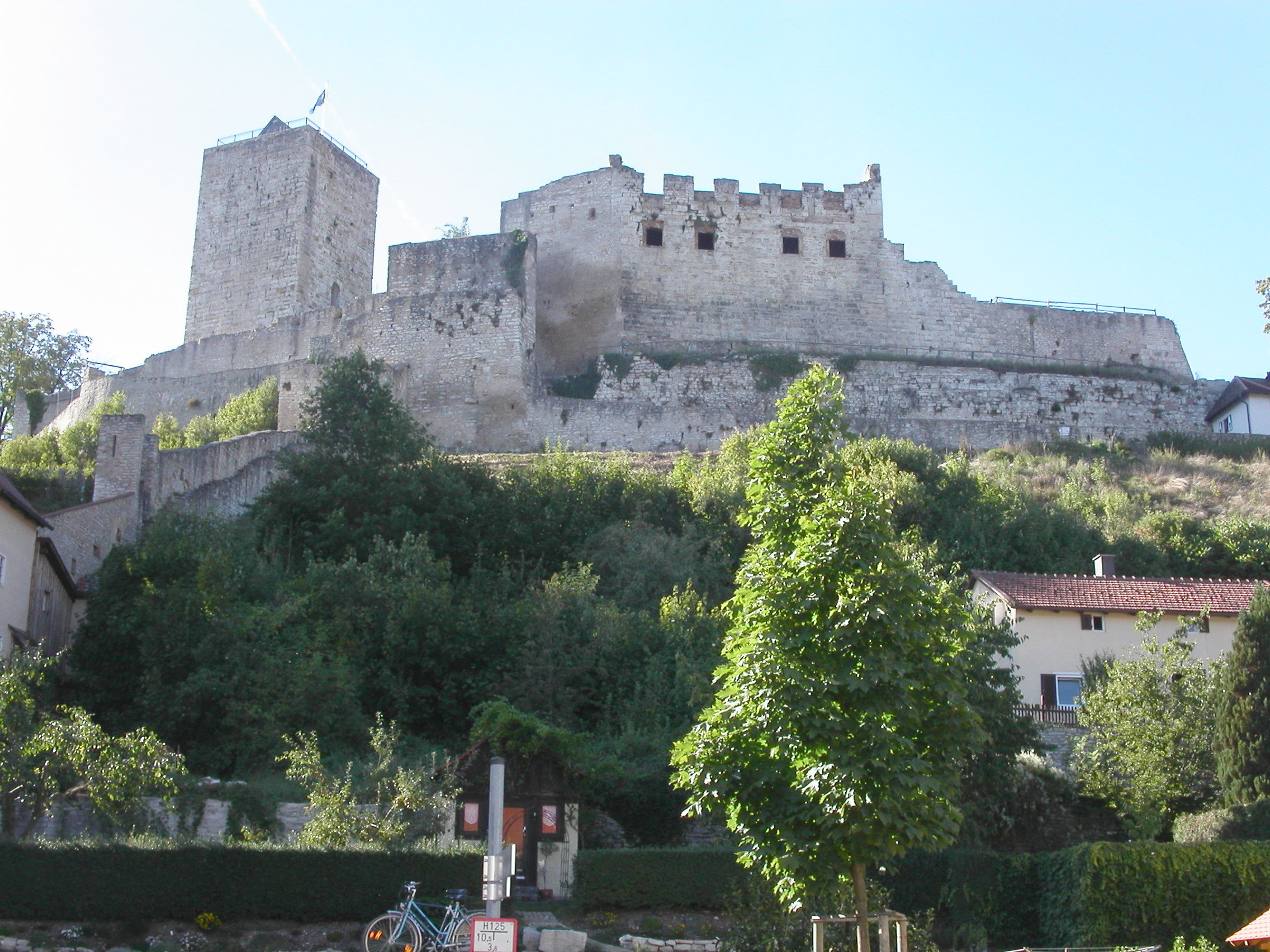
Castle of Pappenheim